# フェルディナント・フォン・プロイセン
フェルディナント・フォン・プロイセン（Ferdinand von Preußen, 1730年5月23日 - 1813年5月2日）は、プロイセン王国の王族・軍人。フリードリヒ・ヴィルヘルム1世の七男で、フリードリヒ2世の弟。

## 生涯
フリードリヒ・ヴィルヘルム1世とその妃であったイギリス王ジョージ1世の王女ゾフィー・ドロテア（1687年 - 1757年）の第14子（末子）として、1730年5月23日にベルリンで生まれた。全名はアウグスト・フェルディナント（August Ferdinand）。
フェルディナントは1755年9月27日、姉ゾフィー・ドロテアとその夫ブランデンブルク＝シュヴェート辺境伯フリードリヒ・ヴィルヘルムの間の娘アンナ・エリーザベト・ルイーゼ（1738年 - 1820年）と結婚し、彼女との間に以下の五男二女をもうけた。
フェルディナントは1813年5月2日にベルリンで死去し、当地のベルリン大聖堂に葬られている。

## 子女
結婚して六年後に第一子フリーデリケが誕生した。そののちフェルディナントは心身を崩し、子供も期待できなくなったが、結婚して十四年が過ぎた頃、妻ルイーゼは立て続けに六人の子供を生んだ。子供達の父親は軍人・地理学者のシュメッタウ伯爵フリードリヒ（1743年 - 1806年）なのではないかと噂になった。
- フリーデリケ・エリーザベト・ドロテア・ヘンリエッテ・アマーリエ（1761年 - 1773年）
- フリードリヒ・ハインリヒ・エミール・カール（1769年 - 1773年）
- フリーデリケ・ドロテア・ルイーゼ・フィリッピーネ（1770年 - 1836年） - アントニ・ヘンリク・ラジヴィウ公と結婚
- ハインリヒ・フリードリヒ・カール・ルートヴィヒ（1771年 - 1790年）
- フリードリヒ・ルートヴィヒ・クリスティアン“ルイ・フェルディナント”（1772年 - 1806年）
- フリードリヒ・パウル・ハインリヒ・アウグスト（1776年）
- フリードリヒ・ヴィルヘルム・ハインリヒ・アウグスト（1779年 - 1843年）

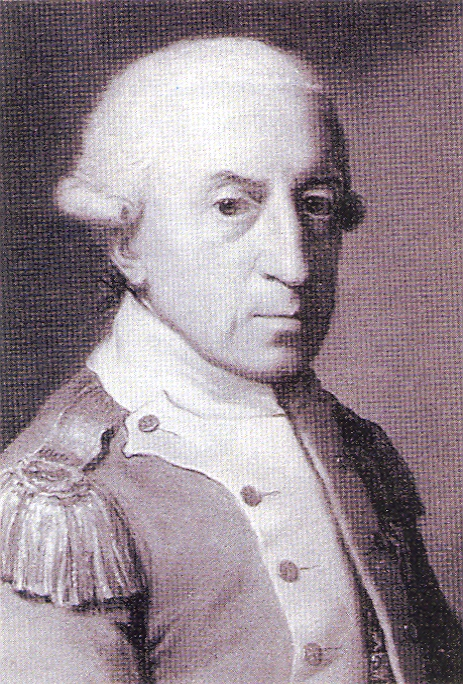
フェルディナント・フォン・プロイセン